# Ceguaca
Ceguaca è un comune dell'Honduras facente parte del dipartimento di Santa Bárbara.
Il comune venne istituito il 19 gennaio 1895.